# リル・パンプ
ガジー・ファビオ・ガルシア（Gazzy Fabio Garcia、2000年8月17日 - ）は、プロとしてはリル・パンプ（Lil Pump）として知られるアメリカ合衆国のラッパーである。彼は2010年代後半のSoundCloudラップシーンの一員として名声を得て、ミニマリストな音楽と騒々しい公のキャラクターで注目された。フロダ州マイアミで生まれ育ち、2017年のシングル「グッチ・ギャング」のリリースでメインストリームの注目を集め、同曲はBillboard Hot 100で3位を記録し、同年10月のセルフタイトルのデビュー・スタジオ・アルバムの先行シングルとなった。

## 生い立ち
ガジー・ガルシアことリル・パンプは2000年8月17日、フロリダ州マイアミで生まれた。2018年のJ. コールとのインタビューで、パンプは両親がコロンビア出身で、彼が6歳の時に離婚したと述べている。
パンプが13歳の時、いとこのリル・オミナスが彼をスモークパープとして知られるオマー・ピネイロに紹介し、2人は最終的に共同制作者となった。パンプとピネイロは複数の学区の学校から退学させられた。その後、パンプはオポチュニティ・ハイスクールに入学したが、10年生の時に喧嘩と暴動を扇動したことで退学になった。

## キャリア

### キャリアの始まり、人気の上昇、そして『リル・パンプ』（2015–2017年）
パンプのラップキャリアは、スモークパープがトラックをプロデュースし、彼にフリースタイルでラップするよう頼んだことから始まった。プロデュースされたシングルは、2016年に音楽ストリーミングサイトSoundCloudで、デビューシングル「リル・パンプ」としてインディーズでリリースされた。パンプはすぐに「Elementary」、「Ignorant」、「Gang Shit」、「Drum$tick」といったシングルを立て続けにリリースし、それぞれが300万回以上のストリームを獲得した。SoundCloudでの彼の楽曲の成功は、南フロリダのアンダーグラウンドラップシーンで「SoundCloudラップ」として知られるスタイルで彼に認知をもたらした。彼は2016年のNo Jumperツアーで共同ヘッドライナーを務め、ローリング・ラウドフェスティバルにも出演した。人気を博しアンダーグラウンドのヒット曲をリリースする一方で、パンプはXXXテンタシオン、スキー・マスク・ザ・スランプ・ゴッド、ファット・ニック、プーヤといった他のラッパーたちとも出会った。
パンプは2017年、シングル「D Rose」と「Boss」をリリースして注目を集め、これらはSoundCloudで大ヒットとなり、合わせて7000万ストリームを集めた。「D Rose」の人気は、シカゴを拠点とするディレクター、コール・ベネット（Lyrical Lemonadeとしても知られる）によるミュージックビデオの制作につながった。2017年6月9日、パンプは17歳の誕生日を2ヶ月前に控えて、Tha Lights Globalおよびワーナー・レコードとレコード契約を結んだ。しかし、2018年1月にワーナー・ブラザース・レコードとの契約は、署名時に彼が未成年であったことを理由に無効となった。
2017年7月、パンプはTwitterで、デビューミックステープが制作中であり、8月にリリースされると発表した。しかし、アルバムは8月にはリリースされず、延期された。代わりに彼は楽曲「グッチ・ギャング」をリリースし、これが彼にとって初の『Billboard Hot 100』入りを果たし、2017年11月8日に3位でピークを迎えた。この曲は2018年1月11日にアメリカレコード協会によってゴールドおよびプラチナに認定され、2018年7月31日現在ではトリプルプラチナに認定されている。17歳でパンプは、デビュー・スタジオ・アルバム『リル・パンプ』（2017年10月6日リリース）をリリースして名声を得た。このアルバムにはスモークパープ、グッチ・メイン、リル・ヨッティ、チーフ・キーフ、リック・ロス、2チェインズがフィーチャーされている。

### 『Harverd Dropout』（2018–2019年）

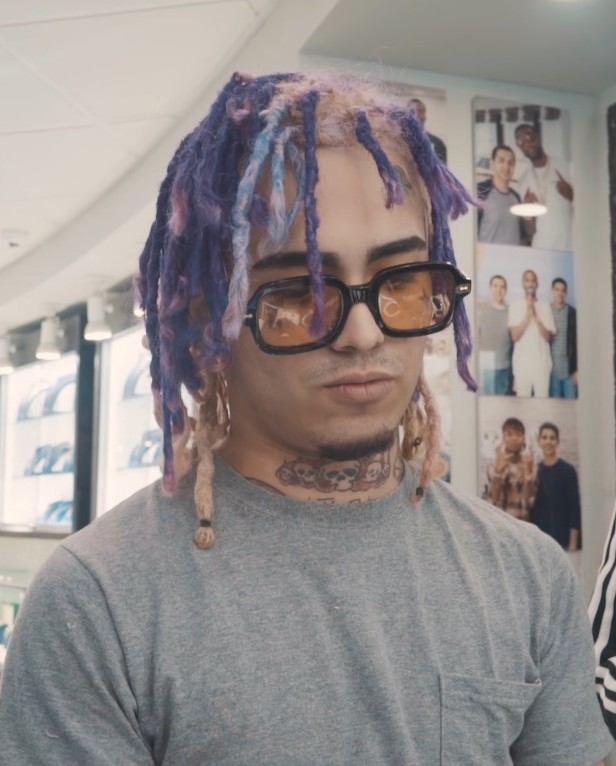
2018年のパンプ

パンプは2018年1月18日、プロデューサーのCarnageと共に「I Shyne」をリリースした。彼が以前のレーベルであるTha Lights Globalとワーナー・レコードを離れ、署名時に未成年であったことを理由に契約が無効になったとの報道を受け、パンプを契約するための競争が激化し、伝えられるところによると800万ドルから1200万ドル以上のオファーがあったとされ、グッチ・メインやDJキャレドといったアーティストたちが彼に興味を示した。2018年2月、パンプはグッチ・メインのレーベル、1017レコードと契約したという噂を流した。にもかかわらず、彼は3月12日にTha Lights Globalおよびワーナー・レコードと800万ドルで再契約した。
2018年4月13日、パンプはシングル「Esskeetit」をリリースし、この曲は『Billboard Hot 100』で24位に初登場しピークを迎えた。2018年5月24日、パンプは『ザ・トゥナイト・ショー・スターリング・ジミー・ファロン』で「Esskeetit」を披露した。同年6月、彼はXXL Freshmen Classに選出された。その年の7月、彼は俳優のチャーリー・シーンをフィーチャーしたミュージックビデオと共にシングル「Drug Addicts」をリリースした。2018年9月7日、パンプはカニエ・ウェストおよびコメディアンのアデル・ギヴンスとコラボレーションしたトラック「I Love It」をリリースした。このトラックはCanadian Hot 100でいきなり1位になった。2018年8月、パンプは未発表アルバム『Harverd Dropout』のプロモーションのためのツアーを発表したが、「予期せぬ事態」のため1ヶ月後にキャンセルされた。10月5日にはリル・ウージー・ヴァートをフィーチャーしたシングル「Multi Millionaire」をリリースした。10月25日、ダブステッププロデューサーのスクリレックスは、パンプ、Maluma、スウェイ・リー、そして故XXXテンタシオンのボーカルとのコラボレーションである楽曲「Arms Around You」をリリースした。
2018年12月16日、パンプは新曲「Butterfly Doors」のスニペットをプレビューした後、アジア人に対する人種差別主義者であると非難された。歌詞には「チンチョン」や「彼らは俺を姚明と呼ぶ、なぜなら俺の目は本当に細いから」といったアジア人に対するステレオタイプや侮辱が含まれていた。後者の歌詞をラップしながら、パンプはからかうように目を吊り上げた。これは否定的な報道を呼び、CD Revやオークワフィナを含む中国人ラッパーが彼に対してディストラックをリリースする事態となった。12月24日、彼はInstagramでこの事件についての謝罪ビデオをアップロードし、その後、不快な歌詞を編集してシングルをリリースした。2019年2月21日、パンプはリル・ウェインをフィーチャーした楽曲「Be Like Me」をリリースした。両アーティストが出演するミュージックビデオも公開された。彼は2月25日に『ジミー・キンメル・ライブ!』で「Be Like Me」を披露した。2月22日、彼はデビュー・スタジオ・アルバム『Harverd Dropout』をリリースし、カニエ・ウェスト、リル・ウェイン、オフセット、クエイヴォ、スモークパープ、リル・ウージー・ヴァート、2チェインズ、YGがフィーチャーされた。同年、彼は『フォーブス』誌の「30歳未満の30人」に選出された。

### その後の活動、『No Name』、『Lil Pump 2』（2020年–現在）
2020年2月13日、パンプは自身のInstagramストーリーで「音楽はもうやめた、辞める…」と述べたが、それ以上の説明はなかった。しかし、数日後、彼は同じプラットフォームで「俺が辞めたと思ったか、クソ野郎ども、俺は戻ってきたぞ」と述べ、新曲をプレビューした。また、彼は次期アルバムのタイトルが『Lil Pump 2』であることも発表した。2020年9月16日、パンプは自身のSoundCloudアカウントで新シングル「Life Like Me」をリリースした。この曲は2018年に初めてプレビューされたものだった。同年末、パンプは「Lil Pimp Big MAGA Steppin」や「I'monna」など、いくつかのSoundCloud限定楽曲をリリースした。
2021年3月、パンプはNFTマーケットプレイスの『Sweet』と提携し、デジタルジュエリーやリル・パンプのトレーディングカードを含む特別なNFTコレクションをリリースした。2021年8月12日、カナダのラッパートリー・レーンズをフィーチャーした「Racks to the Ceiling」がリリースされた。2021年12月14日、パンプとプロデューサーのロニー・Jは、密かに『No Name』と題された新しいアルバムをリリースした。パンプの前作『Harverd Dropout』とは異なり、この新しいアルバムはソーシャルメディアで一切言及されず、商業的に失敗した。
2022年4月12日、パンプは『Lil Pump 2』のリードシングル「All The Sudden」をリリースした。その後、彼はこのアルバムのために「Splurgin」、「Mosh Pit」、「She Know」、「Tesla」の4つのシングルをさらにリリースした。2023年3月、パンプは待望のセカンド・スタジオ・アルバム『Lil Pump 2』のカバーとトラックリストを発表し、スモークパープ、ヤングボーイ・ネヴァー・ブローク・アゲイン、タイ・ダラー・サインなどが客演している。アルバムは3月17日にリリースされた。ソーシャルメディアでのプロモーションが増えたにもかかわらず、このアルバムは再び商業的に失敗し、どのチャートにもランクインしなかった。『Lil Pump 2』のデラックス版は2023年9月15日にリリースされ、「6 Rings」、「Glow in the Dark」、「I Sell」、「Rick Rubin」という新曲が収録されている。

## 私生活
パンプはソーシャルメディアや歌詞の中で、失読症のために読むのが難しいと述べている。2020年12月のCOVID-19パンデミック中、彼はフォートローダーデールからロサンゼルスへのフライトでマスク着用を拒否したため、JetBlueから搭乗を禁止された。自身のInstagramアカウントで、パンプは父ファビオ・パンプが2022年4月8日に亡くなったと述べた。

### 政治
2020年10月26日、パンプは2020年アメリカ合衆国大統領選挙でドナルド・トランプ大統領の選挙運動を支持し、その理由としてジョー・バイデンの税制案を挙げた。リル・パンプはソーシャルメディアに、Make America Great Againの野球帽をかぶった投稿をした。11月2日、トランプはミシガン州での集会でリル・パンプをステージに上げてスピーチをさせ、誤って彼を「リトル・ピンプ」と呼んだ。この支持にもかかわらず、後にパンプが有権者登録をしていなかったことが明らかになった。パンプが2016年に投稿した「FUCK DONALD TRUMP」というツイートがTwitterでバイラルになった後、彼がそれを削除したことも明らかになった。
パンプは2024年もトランプへの支持を続けている。同年8月、トランプの2024年大統領選挙運動の一環として、パンプはトランプの集会でカマラ・ハリスに対するディストラックを披露する計画を発表したが、後に撤回し、代わりにディストラックではなくドナルド・トランプを支持する曲を書くと発表した。さらに、彼はもしハリスが2024年アメリカ合衆国大統領選挙で勝利した場合、アメリカを離れると述べていた。

## 法的な問題
2018年2月15日、パンプは居住地での武器発射で逮捕された。彼のマネージャーによると、3人の男が午後4時ごろにサンフェルナンド・バレーの彼の家に押し入ろうとし、ドアに向けて発砲した。警察は弾丸が家の中から発射された可能性があると判断し、後に捜査令状を持って再訪し、バルコニーの下で装填されていない拳銃と、家の別の場所で弾薬を発見した。その後、パンプの母親は未成年者への危険行為と、家で銃を安全に保管していなかった疑いで捜査された。
2018年8月29日、パンプはマイアミで無免許運転で逮捕された。 9月3日、彼は逮捕に起因する保護観察違反のため、「数ヶ月」刑務所に入ると発表した。しかし、彼は9月29日のアメリカの生放送テレビ番組『サタデー・ナイト・ライブ』に出演した。パンプのマネージャーは2018年10月に『Billboard』誌に対し、パンプは刑期を務めたが、それ以上の詳細は明かさなかったと語った。
2018年12月4日、パンプはコペンハーゲンのVegaでのパフォーマンス後、マリファナ所持でデンマーク警察に逮捕された。彼は700〜800ドルの罰金を科された。彼は後に、拘留中に警察官に中指を立てる様子をライブ配信した。その結果、彼は2年間デンマークへの入国を禁止された。
2018年12月13日、パンプはフライトに乗る直前に、治安紊乱行為でマイアミ空港で逮捕された。保安検査官はパンプの手荷物から大麻を捜索しようとしたが、パンプは持っていないと主張した。薬物は見つからなかったが、警察とのやり取り中にパンプは怒り、保安職員と大声で口論を始めた。その結果、彼は拘束された。
2021年11月、IRSは彼のマイアミの家に160万ドルの未払い税金に対する先取特権を登記した。

## ディスコグラフィ
スタジオ・アルバム
- 『リル・パンプ』 (2017)
- 『Harverd Dropout』 (2019)
- 『Lil Pump 2』 (2023)